# Franck Chevalier
Pour les articles homonymes, voir Chevalier.
Franck Chevalier (né en 1973 à Flers) est un altiste français.
À l'âge de six ans Franck Chevalier intègre la première session des classes à horaires aménagés "musique" de l'école élémentaire des Fossés Saint-Julien (Caen). Il débute par le violon, à la suite de quoi il évoluera vers l'alto. Il suit l'ensemble du cursus normal (Conservatoire de Caen, collège Pasteur puis lycée Malherbe) pour ensuite poursuivre à Paris.
Il est l'élève de Jean Sulem au Conservatoire national supérieur de musique et de danse de Paris et obtient ainsi son Premier Prix en 1996. Il est membre de l'Orchestre national de France et du quatuor Diotima (avec YunPeng Zhao et Guillaume Latour, violons et Pierre Morlet, violoncelle). 
Il a assuré en qualité de soliste la création à Wellington (Nouvelle-Zélande) du Concerto pour alto de Nigel Keay. 
Il joue un alto de Pietro Mantegazza de 1770.